# Chrysometa pecki
Chrysometa pecki este o specie de păianjeni din genul Chrysometa, familia Tetragnathidae, descrisă de Lévi, 1986.
Este endemică în Jamaica. Conform Catalogue of Life specia Chrysometa pecki nu are subspecii cunoscute.